# Altair Gomes de Figueiredo
Altair Gomes de Figueiredo, meglio noto solo come Altair (Niterói, 22 gennaio 1938 – São Gonçalo, 9 agosto 2019), è stato un calciatore brasiliano di ruolo difensore, campione del mondo nel 1962 con la Nazionale brasiliana.
Fu soprannominato Magro per il suo fisico longilineo.

## Carriera

### Club
Trascorse la maggior parte della sua carriera, dal 1955 al 1970, nel Fluminense.
Con il Flu disputò 551 partite segnando 2 gol e vinse 2 Tornei Rio-San Paolo e 3 Campionati Carioca.

### Nazionale
Altair conta 18 presenze con la nazionale brasiliana, con cui esordì il 20 settembre 1959 contro il Cile (1-0).
Ha fatto parte della selezione che vinse i Mondiali 1962, dove però non scese mai in campo, e partecipò ai Mondiali 1966, disputando contro Bulgaria e Ungheria due delle tre partite dei verdeoro, eliminati nella fase a gironi.

## Palmarès

### Club
- Torneo Rio-San Paolo: 2

Fluminense: 1957, 1960
- Campionato Carioca: 3

Fluminense: 1959, 1964, 1969
- Torneo Roberto Gomes Pedrosa: 1

Fluminense: 1970

### Nazionale
- Campionato mondiale: 1

Cile 1962